# برنج سفید

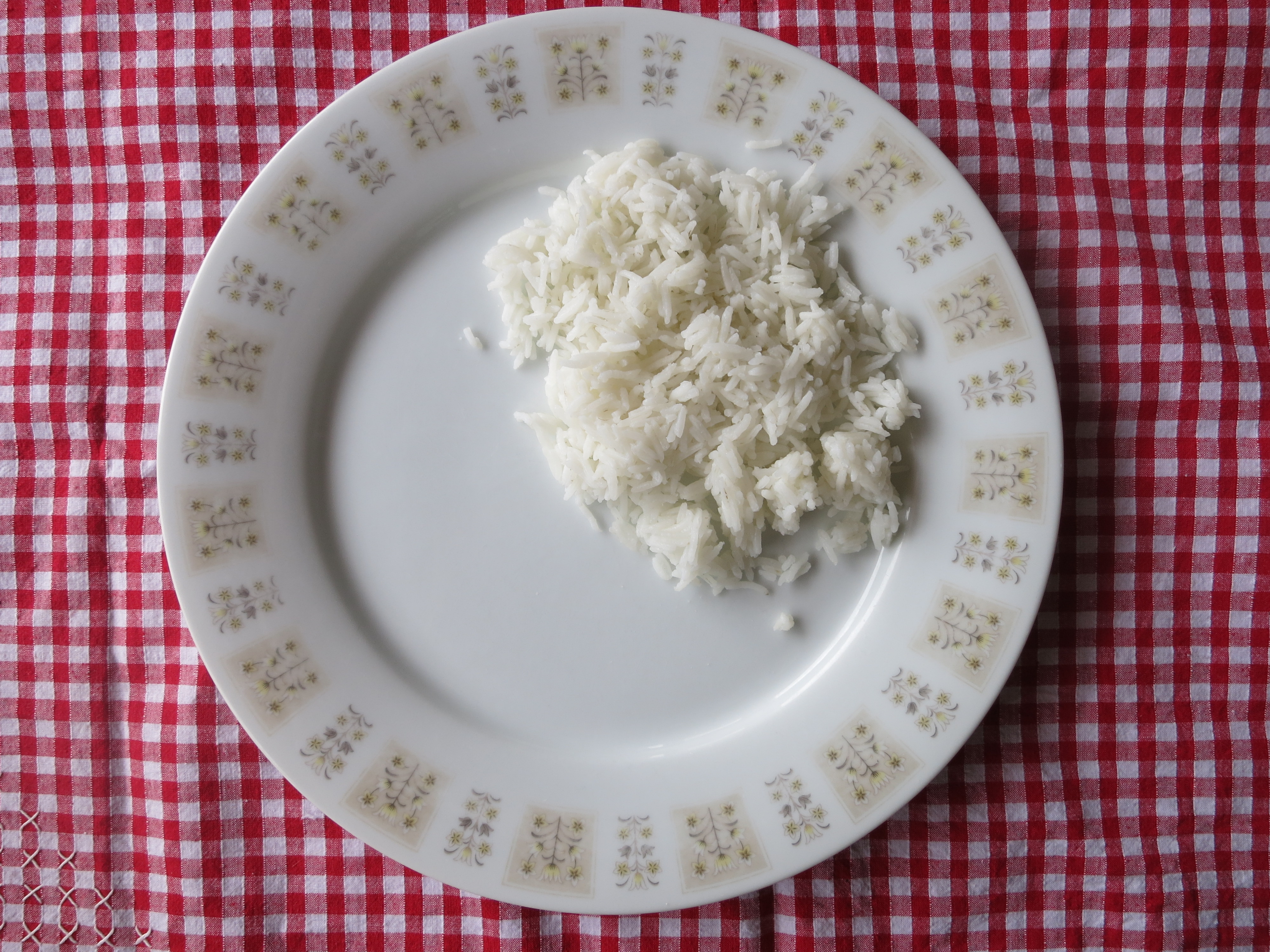
برنج سفید پخته‌شده

برنج سفید برنجی کوبیده‌شده است که پوسته، سبوس و جوانه آن حذف شده‌است. این کار، طعم، بافت و ظاهر برنج را تغییر می‌دهد و از فساد آن جلوگیری می‌کند، عمر نگهداری آن را افزایش می‌دهد و هضم آن را آسان می‌کند. پس از کوبیده‌شدن (پوسته کردن)، برنج صیقل داده می‌شود و در نتیجه، دانه‌ای با ظاهری روشن، سفید و براق به‌دست می‌آید.
فرآیندهای شالی‌کوبی باعث کاهش مواد مغذی برنج می‌شود. رژیم غذایی نامتعادل مبتنی بر برنج سفید غنی‌نشده، بسیاری از افراد را به دلیل کمبود تیامین (ویتامین ب۱) در مقابل بیماری بری‌بری آسیب‌پذیر می‌کند. برنج سفید اغلب با برخی از مواد مغذی که در طول فرآوری از آن حذف می‌شوند، غنی می‌شود. غنی‌سازی برنج سفید با ویتامین ب۱، نیاسین و آهن طبق قانون در ایالات متحده زمانی که برنج توسط برنامه‌های دولتی در مدارس، سازمان‌های غیرانتفاعی یا کشورهای خارجی توزیع می‌شود، الزامی است. مانند سایر غذاهای طبیعی، ترکیب دقیق غذایی برنج، بسته به نوع، شرایط خاک، شرایط محیطی و انواع کودها کمی متفاوت است.
برنج سفید، از نیمهٔ دوم قرن نوزدهم از برنج قهوه‌ای جدا شد، زیرا مورد علاقه تاجران بود اما افزایش مصرف برنج سفید، منجر به همه‌گیری بری‌بری در آسیا شده‌است.
در زمان‌های مختلف، از قرن نوزدهم، برنج قهوه‌ای و سایر غلات مانند برنج وحشی به‌عنوان جایگزین‌های سالم‌تری در مقایسه با برنج سفید، مطرح شده‌اند. سبوس موجود در برنج قهوه‌ای حاوی فیبر خوراکی قابل‌توجهی است و جوانه، حاوی بسیاری از ویتامین‌ها و مواد معدنی است.
معمولاً ۱۰۰ گرم برنج سفید خام، حدود ۲۴۰ تا ۲۶۰ گرم، برنج پخته تولید می‌کند که تفاوت وزن به دلیل جذب آب هنگام پخت است.

## شالی‌کوبی
تا پیش از توسعهٔ روش‌های مکانیکی، برنج را با روش کوبیدن دستی یا با صفحات و ابزارهای ساروجی بزرگ می‌کوبیدند که بازدهی کمی داشت. در اواخر قرن نوزدهم، ماشین‌آلات مختلفی مانند آسیاب هالر و شلر (۱۸۷۰) و ماشین فرز انگلبرگ (۱۸۹۰) تولید شد. در سال ۱۹۵۵، ماشین‌آلات جدیدی در ژاپن ساخته شد که کیفیت و ظرفیت خروجی را به‌طور قابل توجهی بهبود بخشید.

## ارزش غذایی
در حالی‌که برنج قهوه‌ای و برنج سفید، دارای مقادیر مشابهی کالری و کربوهیدرات هستند، برنج قهوه‌ای در مقایسه با برنج سفید غنی‌نشده، منبع بسیار غنی‌تری از تمام مواد مغذی است. برنج قهوه‌ای برنج کاملی است که فقط پوسته (خارجی‌ترین لایه) از آن جدا می‌شود. برای تولید برنج سفید، لایهٔ سبوس و جوانهٔ آن برداشته می‌شود و بیشتر درون‌دانه نشاسته‌ای باقی می‌ماند. این فرایند، باعث کاهش یا حذف کامل چندین ویتامین و مواد معدنی از رژیم غذایی می‌شود. گاهی اوقات مواد مغذی از دست‌رفته مانند ویتامین ب۱، ویتامین ب۳ و آهن به برنج سفید اضافه می‌شود که این فرایند، غنی‌سازی نامیده می‌شود. حتی با کاهش مواد مغذی، برنج سفید غنی‌نشده، همچنان منبع خوبی از منگنز است و حاوی مقادیر متوسطی از مواد مغذی دیگر مانند پانتوتنیک اسید و سلنیوم است.